# Escut d'Alcover
L'escut oficial d'Alcover té el següent blasonament:
Escut caironat: d'atzur, un mig vol abaixat d'or. Per timbre una corona mural de vila.

## Història
Va ser aprovat el 17 de desembre de 1984.
L'ala és el senyal parlant tradicional referent al nom de la vila.